# Паллистер, Гари
Га́ри Э́ндрю Па́ллистер (англ. Gary Andrew Pallister; родился 30 июня 1965, Рамсгит, Кент) — английский футболист, центральный защитник. Наибольшую известность получил, выступая за «Манчестер Юнайтед» с 1989 по 1998 годы. Также Паллистер сыграл 22 матча за сборную Англии с 1988 по 1996 год.

## Клубная карьера

### «Мидлсбро»
Паллистер начал заниматься футболом в любительском клубе «Биллингем Таун», но в возрасте 19 лет перешёл в «Мидлсбро» — клуб, за который он болел в детстве. Гари провёл за «Боро» 5 сезонов, сыграл в 156 матчах и забил 5 голов. Вместе с «Мидлсбро» за два года он проделал путь из третьего английского дивизиона (сезон 1986/87) в первый (1988/89), однако задержаться там Паллистер и его партнёры не смогли, вылетев в первом же сезоне.

### «Манчестер Юнайтед»
Сезон 1989/90 Паллистер начал снова во втором дивизионе, но за несколько дней до закрытия трансферного окна он перешёл в «Манчестер Юнайтед» за 2,3 млн фунтов, побив британский трансферный рекорд. Вместе с недавним новичком «Манчестера» Стивом Брюсом Паллистер сформировал великолепный дуэт в центре обороны (который считается одним из лучших в истории «красных дьяволов»). Брюс и Паллистер получили от тренера «Манчестер Юнайтед» Алекса Фергюсона шуточное прозвище «Долли и Дейзи» (англ. Dolly and Daisy). В конце сезона Гари сыграл все 120 минут в финале Кубка Англии и 90 минут в переигровке и завоевал первый трофей за карьеру после победы «Юнайтед» над «Кристал Пэлас». В следующем сезоне «Манчестер Юнайтед» принял участие в Кубке кубков и смог выиграть этот трофей, одержав победу в еврокубковом соревновании впервые за 23 года. Паллистер забил дальним ударом в ворота валлийского «Рексема» на одной из ранних стадий турнира, также он вышел в стартовом составе на финал, в котором «Манчестер Юнайтед» обыграл «Барселону» со счётом 2:1.
В 1992–95 годах Паллистер пропустил лишь один матч английской Премьер-лиги. За это время он дважды стал чемпионом Англии (в сезонах 1992/93 и 1993/94), а титул 1993 года стал для «красных дьяволов» первым за 26 лет. В последнем домашнем матче сезона 1992/93 против «Блэкберн Роверс» Паллистер снова забил ударом из-за штрафной и установил окончательный счёт матча — 3:1. В 1995 году «Юнайтед» уступил первое место «Блэкберну», отстав от «Роверс» на одно очко и оставшись на втором месте.
14 мая 1994 года Паллистер отыграл полный матч в финале Кубка Англии и помог «Манчестер Юнайтед» одержать уверенную победу над «Челси» со счётом 4:0. В следующем розыгрыше Кубка Гари забил гол в ворота «Кристал Пэлас» в добавленное время полуфинального матча и обеспечил «Манчестеру» переигровку, в которой Паллистер снова отличился, ещё один мяч забил Стив Брюс, и «красные дьяволы» взяли верх со счётом 2:0. Однако в финале победу с минимальным счётом одержал «Эвертон».
В сезоне 1995/96 «Манчестер Юнайтед», несмотря на значительное омоложение состава, вернул себе чемпионское звание, сумев обойти «Ньюкасл», долгое время занимавший первую строчку в Премьер-лиге. Паллистер выходил на поле не так часто: из-за хронической травмы спины он не играл с начала декабря 1995-го и вернулся на поле только весной следующего года. В общей сложности Гари пропустил 21 матч. Паллистер принял участие в последних турах Премьер-лиги, а 11 мая 1996 года, в третий раз подряд — в финале Кубка Англии, где «Манчестер Юнайтед» встретился с «Ливерпулем». «Красные дьяволы» победили благодаря единственному голу Эрика Кантона и, как и два года назад, завоевали «золотой дубль».
В межсезонье Брюс ушёл из «Манчестер Юнайтед», и партнёрами Гари Паллистера по центру обороны чаще всего оказывались Ронни Йонсен или Дэвид Мэй. В апреле 1997 года Паллистер сделал дубль на «Энфилде» в матче Премьер-лиги и принёс «Юнайтед» победу — 3:1. Результат этой игры, ставшей одной из ключевых для конца сезона, помог «красным дьяволам» досрочно завоевать четвёртый чемпионский титул за пять лет.
Последним сезоном Паллистера в «Манчестер Юнайтед» стал сезон 1997/98, в котором «Юнайтед» финишировал на 2-м месте, уступив «Арсеналу» всего 1 очко.

### Возвращение в «Мидлсбро»
В июле 1998 года Паллистер перешёл в «Мидлсбро» (в качестве замены ему «Юнайтед» приобрёл Япа Стама) за 2,5 млн фунтов. В составе «Боро» он провёл ещё 55 игр в чемпионате, 2 игры в Кубке Англии и 4 — в Кубке Футбольной лиги.
Последним сезоном в карьере Гари Паллистера стал сезон 2000/01. Летом 2001 года он принял решение завершить карьеру, так как из-за травмы спины не мог полноценно тренироваться и играть в футбол.

## Игра за сборную
Паллистер дебютировал за сборную Англии 27 апреля 1988 года в товарищеском матче против команды Венгрии. Он начал регулярно играть за сборную в квалификации на ЧМ-1994, куда англичане пробиться не смогли. В сезоне 1995/96 Паллистер пропустил несколько месяцев из-за травмы, и главный тренер «трёх львов» Терри Венейблс не взял его на домашний чемпионат Европы, вызвав в сборную молодого Сола Кэмпбелла.

### Матчи за сборную
| Матчи Гари Паллистера за сборную Англии | Матчи Гари Паллистера за сборную Англии | Матчи Гари Паллистера за сборную Англии | Матчи Гари Паллистера за сборную Англии | Матчи Гари Паллистера за сборную Англии | Матчи Гари Паллистера за сборную Англии | Матчи Гари Паллистера за сборную Англии |
| --------------------------------------- | --------------------------------------- | --------------------------------------- | --------------------------------------- | --------------------------------------- | --------------------------------------- | --------------------------------------- |
| №                                       | Дата                                    | Оппонент                                | Стадион                                 | Счёт                                    | Турнир                                  |                                         |
| 1                                       | 27 апреля 1988                          | Венгрия                                 | Непштадион                              | 0:0                                     | Товарищеский матч                       |                                         |
| 2                                       | 16 ноября 1988                          | Саудовская Аравия                       | Стадион им. короля Фахда                | 1:1                                     | Товарищеский матч                       |                                         |
| 3                                       | 6 февраля 1991                          | Камерун                                 | Уэмбли                                  | 2:0                                     | Товарищеский матч                       |                                         |
| 4                                       | 1 мая 1991                              | Турция                                  | Ататюрк                                 | 1:0                                     | Квалификация Евро-1992                  |                                         |
| 5                                       | 11 сентября 1991                        | Германия                                | Уэмбли                                  | 0:1                                     | Товарищеский матч                       |                                         |
| 6                                       | 2 июня 1993                             | Норвегия                                | Уллевол                                 | 0:2                                     | Квалификация ЧМ-1994                    |                                         |
| 7                                       | 9 июня 1993                             | США                                     | Фоксборо                                | 0:2                                     | Товарищеский матч                       |                                         |
| 8                                       | 13 июня 1993                            | Бразилия                                | Роберт Ф. Кеннеди Мемориэл Стэдиум      | 1:1                                     | Товарищеский матч                       |                                         |
| 9                                       | 19 июня 1993                            | Германия                                | Сильвердом                              | 1:2                                     | Товарищеский матч                       |                                         |
| 10                                      | 8 сентября 1993                         | Польша                                  | Уэмбли                                  | 3:0                                     | Квалификация ЧМ-1994                    |                                         |
| 11                                      | 13 октября 1993                         | Нидерланды                              | Де Кёйп                                 | 0:2                                     | Квалификация ЧМ-1994                    |                                         |
| 12                                      | 17 ноября 1993                          | Сан-Марино                              | Ренато Далл'Ара                         | 7:1                                     | Квалификация ЧМ-1994                    |                                         |
| 13                                      | 9 марта 1994                            | Дания                                   | Уэмбли                                  | 1:0                                     | Товарищеский матч                       |                                         |
| 14                                      | 7 сентября 1994                         | США                                     | Уэмбли                                  | 2:0                                     | Товарищеский матч                       |                                         |
| 15                                      | 12 октября 1994                         | Румыния                                 | Уэмбли                                  | 1:1                                     | Товарищеский матч                       |                                         |
| 16                                      | 15 февраля 1995                         | Ирландия                                | Лэнсдаун Роуд                           | 0:1                                     | Товарищеский матч                       |                                         |
| 17                                      | 29 марта 1995                           | Уругвай                                 | Уэмбли                                  | 0:0                                     | Товарищеский матч                       |                                         |
| 18                                      | 8 июня 1995                             | Швеция                                  | Элланд Роуд                             | 3:3                                     | Товарищеский матч                       |                                         |
| 19                                      | 11 октября 1995                         | Норвегия                                | Уллевол                                 | 0:0                                     | Товарищеский матч                       |                                         |
| 20                                      | 15 ноября 1995                          | Швейцария                               | Уэмбли                                  | 3:1                                     | товарищеский матч                       |                                         |
| 21                                      | 1 сентября 1996                         | Молдова                                 | Республиканский стадион                 | 3:0                                     | Квалификация ЧМ-1998                    |                                         |
| 22                                      | 9 октября 1996                          | Польша                                  | Уэмбли                                  | 2:1                                     | Квалификация ЧМ-1998                    |                                         |

Итого: 22 матча / 0 голов; 9 побед, 7 ничьих, 6 поражений.

## Достижения

### Командные
Манчестер Юнайтед
- Чемпион английской Премьер-лиги (4): 1992/93, 1993/94, 1995/96, 1996/97
- Обладатель Кубка Англии (3): 1989/90, 1993/94, 1995/96
- Обладатель Кубка Футбольной лиги: 1991/92
- Обладатель Суперкубка Англии (5): 1990, 1993, 1994, 1996, 1997
- Обладатель Кубка обладателей кубков: 1990/91
- Обладатель Суперкубка УЕФА: 1991

Итого: 15 трофеев

### Личные
- Игрок года по версии футболистов ПФА: 1992
- Обладатель приза сэра Мэтта Басби лучшему игроку года: 1990
- Включён в «команду года» по версии ПФА (7): 1986/87 (3-й дивизион), 1987/88 (2-й дивизион), 1991/92, 1992/93, 1993/94, 1994/95, 1997/98 (первый дивизион/премьер-лига)

## Статистика выступлений
| Клуб                | Сезон               | Лига | Лига | Кубок Англии | Кубок Англии | Кубок лиги | Кубок лиги | Еврокубки | Еврокубки | Прочие | Прочие | Итого | Итого |
| Клуб                | Сезон               | Игры | Голы | Игры         | Голы         | Игры       | Голы       | Игры      | Голы      | Игры   | Голы   | Игры  | Голы  |
| ------------------- | ------------------- | ---- | ---- | ------------ | ------------ | ---------- | ---------- | --------- | --------- | ------ | ------ | ----- | ----- |
| Мидлсбро            | 1985/86             | 28   | 0    | 1            | 0            | 1          | 0          | —         | —         | 0      | 0      | 30    | 0     |
| Мидлсбро            | 1986/87             | 44   | 1    | 3            | 0            | 3          | 0          | —         | —         | 5      | 0      | 55    | 1     |
| Мидлсбро            | 1987/88             | 44   | 3    | 5            | 1            | 4          | 0          | —         | —         | 4      | 0      | 57    | 4     |
| Мидлсбро            | 1988/89             | 37   | 1    | 1            | 0            | 2          | 0          | 0         | 0         | 4      | 0      | 44    | 1     |
| Мидлсбро            | 1989/90             | 3    | 0    | 0            | 0            | 0          | 0          | —         | —         | 0      | 0      | 3     | 0     |
| Мидлсбро            | Итого               | 156  | 5    | 10           | 1            | 10         | 0          | 0         | 0         | 13     | 0      | 189   | 6     |
| Дарлингтон (аренда) | 1985/86             | 7    | 0    | 0            | 0            | 0          | 0          | —         | —         | 0      | 0      | 7     | 0     |
| Дарлингтон (аренда) | Итого               | 7    | 0    | 0            | 0            | 0          | 0          | 0         | 0         | 0      | 0      | 7     | 0     |
| Манчестер Юнайтед   | 1989/90             | 35   | 3    | 8            | 0            | 3          | 0          | 0         | 0         | 0      | 0      | 46    | 3     |
| Манчестер Юнайтед   | 1990/91             | 36   | 0    | 3            | 0            | 9          | 0          | 9         | 1         | 1      | 0      | 58    | 1     |
| Манчестер Юнайтед   | 1991/92             | 40   | 1    | 3            | 0            | 8          | 0          | 4         | 0         | 1      | 0      | 56    | 1     |
| Манчестер Юнайтед   | 1992/93             | 42   | 1    | 3            | 0            | 3          | 0          | 2         | 0         | 0      | 0      | 50    | 1     |
| Манчестер Юнайтед   | 1993/94             | 41   | 1    | 7            | 0            | 9          | 0          | 3         | 0         | 1      | 0      | 61    | 1     |
| Манчестер Юнайтед   | 1994/95             | 42   | 2    | 7            | 2            | 2          | 0          | 6         | 0         | 1      | 0      | 58    | 4     |
| Манчестер Юнайтед   | 1995/96             | 21   | 1    | 3            | 0            | 2          | 0          | 2         | 0         | 0      | 0      | 28    | 1     |
| Манчестер Юнайтед   | 1996/97             | 27   | 3    | 1            | 0            | 0          | 0          | 8         | 0         | 1      | 0      | 37    | 3     |
| Манчестер Юнайтед   | 1997/98             | 33   | 0    | 3            | 0            | 0          | 0          | 6         | 0         | 1      | 0      | 43    | 0     |
| Манчестер Юнайтед   | Итого               | 317  | 12   | 38           | 2            | 36         | 0          | 40        | 1         | 6      | 0      | 437   | 15    |
| Мидлсбро            | 1998/99             | 26   | 0    | 1            | 0            | 0          | 0          | 0         | 0         | 0      | 0      | 27    | 0     |
| Мидлсбро            | 1999/00             | 21   | 1    | 1            | 0            | 3          | 0          | 0         | 0         | 0      | 0      | 25    | 1     |
| Мидлсбро            | 2000/01             | 8    | 0    | 0            | 0            | 1          | 0          | 0         | 0         | 0      | 0      | 9     | 0     |
| Мидлсбро            | Итого               | 55   | 1    | 2            | 0            | 4          | 0          | 0         | 0         | 0      | 0      | 61    | 1     |
| Итого за «Мидлсбро» | Итого за «Мидлсбро» | 211  | 6    | 12           | 1            | 14         | 0          | 0         | 0         | 13     | 0      | 250   | 7     |
| Всего за карьеру    | Всего за карьеру    | 535  | 18   | 50           | 3            | 50         | 0          | 40        | 1         | 19     | 0      | 694   | 22    |

## После завершения карьеры
В середине 2000-х Паллистер стал футбольным экспертом на телевидении, работая для BBC и ITV. 16 сентября 2010 года он был назначен директором своего бывшего клуба «Дарлингтон».